# Friedrich Philipp Eisenberg

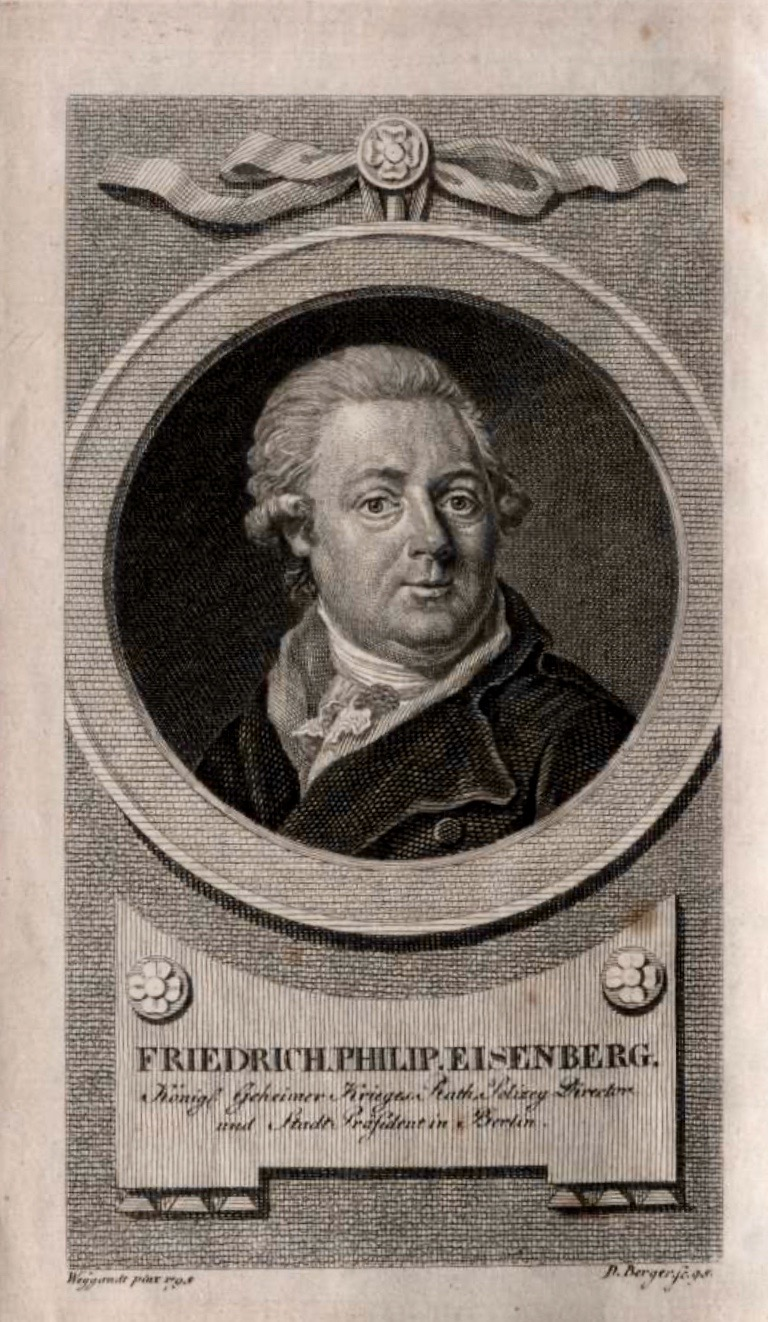

Friedrich Philipp Eisenberg (* 25. November 1755 in Treptow/Rega; † 6. März 1804 in Berlin) war Stadtpräsident und Polizeidirektor in Berlin von 1794 bis 1804. Er führte die Hausnummerierung in Berlin ein. Er war Mitglied der Johannisloge „Zur Verschwiegenheit“ in Berlin und seit 1792 Mitglied im Montagsklub.

## Leben
Friedrich Philipp Eisenberg wurde am 25. November 1755 als Sohn von Johann Albrecht Christian Eisenberg und seiner Ehefrau Sophie Dorothee geb. Bettführ in Treptow an der Rega geboren. Der Vater wird 1776 als maitre d’hotel in Mömpelgard bezeichnet. So ist anzunehmen, dass die Familie zum erweiterten Umkreis des Prinzen Friedrich Eugen von Württemberg gehörte, der als preußischer Offizier von 1750 bis 1763 das Schloss in Treptow bewohnte. Fünf Kinder des Prinzen wurden dort geboren, u. a. Friedrich Wilhelm Karl 1754, der spätere erste König von Württemberg. 1769 verlegte er seinen Wohnsitz nach Mömpelgard.

## Schule und Studium
Am 19. April 1772 wurde Friedrich Philipp Eisenberg in die Karlsschule auf der Solitude, 1770 vom Herzog Karl Eugen als militärische Pflanzschule gegründet, aufgenommen. Dort herrschte ein strenges Reglement. Eisenberg zeigte hier seine Begabung für Geschichte und Sprachen. 1772 bekam er Preise in Mythologie und Geschichte, 1773 in mathematischer Geographie und später in dogmatischer Religion, französischer Sprache sowie württembergischer Geschichte. Ein Mitschüler aus dieser Zeit war Friedrich Schiller, der die Schule von 1773 bis 1781 besuchte. Eine besondere pädagogische Maßnahme war die gegenseitige Beurteilung der Schüler. Eisenberg beurteilte Schiller sehr positiv:

„Schiller ist ein sehr lebhafte(r) und aufgeweckter Geist. Ein jeder seiner Gedanken ist voller natürlichem Witz. Noch nie habe ich ihn traurig gesehen. In guten Tagen ist er nicht allzu erhaben und im Unglück nicht niedergeschlagen. Gott fürchten hält er vor seine erste und vornehmste Pflicht. Seinen gnädigen Landesherrn schätzt er über alles. Seine Vorgesetzten ehrt und seine Cameraden liebt er. Seine sehr guten Gaben wendet er zur Erlernung der schönen Wissenschaft an und er zeigt, zur Poesie Genie zu haben. Reinlich ist er sehr; sein lebhaftes Wesen zeugt von seiner Zufriedenheit. Er ist aufrichtig und sehr umgänglich.“

Die Beurteilung über Eisenberg, die Schiller verfasste, war dann doch deutlich negativer. Schiller attestiert ihm äußerlich ein „rechtschaffendes Gemüt, ein Herz, welches das Wohl der Freunde zu befördern sucht, allein gewiß würde er auf Wege sinnen, dieselben in Unglück zu stürzen wenn ihm Gelegenheit und Umstände solches zuließen.“ Eisenberg würde sich nur beim Fürsten einschmeicheln und besäße eine „stolze Eigenliebe“. Eisenberg verderbe sich durch „Ausweniglernen“. Immerhin attestiert Schiller ihm ein besonderes Faible für die Historie. Ob diese Beurteilung mit ausschlaggebend dafür war, dass Eisenberg am 3. November 1775 „heimgewiesen“, das heißt entlassen wurde, ist nicht bekannt. Wahrscheinlicher ist jedoch, dass er für den weiteren Militärdienst nicht vorgesehen war, denn schon am 18. Dezember 1875 schrieb sich Eisenberg in die Juristische Fakultät der Universität Strassburg ein.
Obwohl Eisenberg nur für ein halbes Jahr in Strassburg blieb, bekam er sofort Kontakt zur Strassburger Deutschen Gesellschaft, die sich um Jakob Michael Reinhold Lenz beim Aktuarius Johann Daniel Salzmann zusammengefunden hatte. Die Gesellschaft bestand hauptsächlich aus Juristen und Theologen. Man traf sich einmal wöchentlich und es wurden Vorträge moralischen Inhalts im Sinne der Aufklärung gehalten. Goethe bekam hier in Strassburg Kontakt mit Lenz und lud ihn nach Weimar ein. Lenz folgte diesem Ruf im März 1776. Der Aufenthalt dort endete aber, wie bekannt, in einer Katastrophe. Am 12. Juli 1776 schrieb sich Eisenberg schließlich in Halle für das Studium der Rechte ein. Auch dort hielt er noch Kontakt mit Reinhold Lenz, wie aus einem Brief vom 3. August 1776 hervorgeht.

## Laufbahn
Nach einem kurzen Intermezzo als Referendar beim Berliner Stadtgericht 1779 verdingte er sich 1780 als geheimer Sekretär beim Prinzen Friedrich von Württemberg, der ihm sicherlich aus seiner Kindheit nicht unbekannt war. Aber schon 1781 wechselte er die Stellung, vielleicht, da Prinz Friedrich sich in die Dienste der russischen Zarin Katharina der Großen begab. 1781 bewarb sich Eisenberg als Referendar beim Kammergericht und bei der neumärkischen Regierung. Am 6. Mai 1784 bestand er das große Staatsexamen erfolgreich und wurde 1785 Assistenzrat in Küstrin. Am 22. Dezember 1786 wurde er zum Berliner Kammergericht als Assistenzrat versetzt und am 10. Mai 1787 zum Kammergerichtsrat der ersten Klasse bestellt.

### Polizeidirektor und Stadtpräsident
Mit dem Erlass vom 29. Oktober 1794 ernannte Friedrich Wilhelm II. ihn zum Berliner Polizeidirektor und Stadtpräsidenten. Als Nachfolger von v. Eisenhardt trat Eisenberg im Februar 1795 die Stelle als Polizeidirektor an. Am 21. Januar 1795 war ein neues Polizeireglement in Kraft getreten, das ein Kollegium konstituierte, dem der Polizeidirektor vorstand. Weitere Mitglieder waren ein Justiziar, drei Polizeiräte, Polizeimeister und weitere Polizeikommissare. Das Kollegium tagte drei Mal wöchentlich. Neben seinen Aufgaben bei der Polizei war Eisenberg in einer Vielzahl von Aufsichtsgremien vertreten. So saß er im Direktorium des großen Hospitals la Charité und des neuen Hospitals, im Direktorium des großen Friedrichs-Waysenhauses und des Arbeits-Hauses, genauso, wie er dem Berliner Armendirektorium vorstand. Interessant als Hinweis auf seine vielfältigen Betätigungen ist der Briefwechsel mit August Wilhelm Iffland, der von 1796 bis 1814 Direktor am Berliner Nationaltheater war. Seine vielen Nebentätigkeiten ließen Eisenberg anscheinend aber nicht genügend Zeit für die Polizeiarbeit. So kam es im Laufe des Jahres 1800 zu erheblichen Anschuldigungen seiner Arbeitsweise. Mangelnde Präsenz, aggressives Verhalten, ja sogar Trunkenheit wurde ihm vorgeworfen und ihm die ansteigende Kriminalität zur Last gelegt. Seine Ablösung wurde diskutiert, es fand sich jedoch kein geeigneter Posten. Dabei blieb es bis zu seinem Tode nach längerer Krankheit am 6. März 1804. Er wurde im Falkenberg`schen Gewölbe der Nikolaikirche in Berlin beigesetzt.

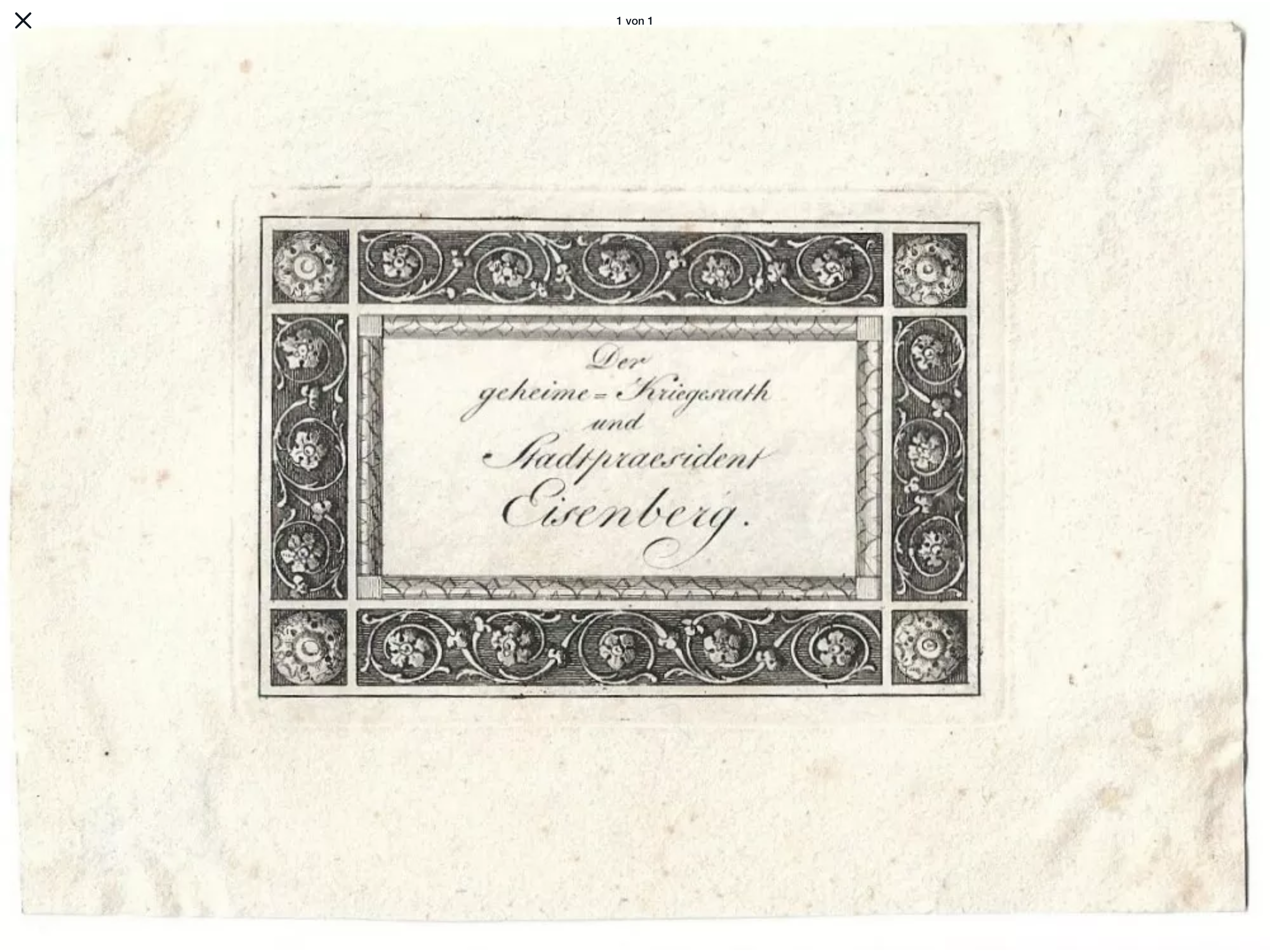

Einige seiner öffentlichen Reden erschienen auch im Druck. So z. B. die Rede anlässlich der Gründung der Luisenstadt vor den Toren Berlins am 5. April 1802. Im Namen der Königin Luise überreichte Eisenberg eine Fahne an die neue Bürgerschaft der Luisenstadt. Ein weiteres herausragendes Ereignis für Friedrich Philipp Eisenberg waren sicherlich die Huldigungsfeierlichkeiten für Friedrich Wilhelm III., die am 6. Juli 1798 im Lustgarten vor dem Berliner Stadtschloss abgehalten wurden. Vor über 60000 Menschen, Deputationen aus allen preußischen Staaten Deutschlands, Vertretern des Adels, Klerus und aller Stände, hatte Eisenberg die Ehre, eine Huldigungsansprache an den König zu halten. Als Antwort auf die gerade stattfindende französische Revolution rief Friedrich Philipp Eisenberg den anderen Völkern zu: „Völker, seht auf uns, wir haben einen gemeinschaftlichen Vater; wir alle sind seine Kinder; Er liebt uns; wir verehren ihn; lernt an unserem Beispiel, wahrhaftig glücklich zu sein! Wir sind es, und wir werden es bleiben, so lange Friedrich Wilhelm und seine Nachfolger uns beherrschen; mit Freuden wollen wir ihnen Treue schwören; nur der Tod allein, soll und von dieser Verpflichtung befreien....“.
Als Polizeidirektor oblag Friedrich Philipp Eisenberg auch die Zensur. Mit der Cabinetts-Order vom 8. November 1795 war ihm diese über die periodischen Schriften aufgetragen worden. Dieses Aufgabengebiet war bei der damaligen Publikationshäufigkeit kaum zu bewältigen, so dass schon Zeitgenossen eine mangelnde Gewissenhaftigkeit hierbei attestierten. Das bekannteste Ereignis aus diesem Bereich ist sicherlich, als er einem Werk Immanuel Kants die Druckerlaubnis versagte. In einem Brief an Johann Heinrich Tieftrunk schildert Kant dieses Ereignis: „…allein es hat sich ein anderer Mißfall im Gebähren meines Genius zugetragen, daß nämlich eine neuere Schrift unter dem Titel Erneute Frage, ob das menschliche Geschlecht im beständigen Fortschreiten zum Bessern sey von mir dem Bibliothekar Biester für seine Berl. Blätter zugeschickt, ich weiß nicht wie, dem Stadtpräsidenten Eisenberg zur Censur eingereicht wurde u. zwar den 23ten Octobr. 1797, also noch bei Lebzeiten des vorigen Königs, u. ihm das imprimatur abgeschlagen wurde….“. Friedrich Wilhelm III. war der Pressefreiheit wesentlich mehr zugetan als sein Vorgänger. So konnte Kants Schrift 1789 unter dem Gesamttitel Streit der Fakultäten publiziert werden. Ein weiteres Zeichen für die größere Liberalität Friedrich Wilhelm III. gegenüber der Presse war der Skandal um den Justizkommissar am Berliner Kammergericht Grattenauer. Carl Wilhelm Friedrich Grattenauer veröffentlichte 1803 ein antisemitisches Pamphlet „Wider die Juden“. Dieser antisemitische Ausbruch mitten aus der Gesellschaft heraus erregte ungeheure Aufmerksamkeit, sowohl bei Befürwortern als auch bei Gegner dieses Textes. Innerhalb kurzer Zeit mussten von dem Buch sechs Auflagen gedruckt werden. Zehn weitere antijüdische Schriften erschienen innerhalb eines Jahres und etwa 20 Gegenschriften, darunter besonders herausragend das Werk von Kosmann „Für die Juden“. Dieser Aufruhr wurde den Behörden zu viel. Am 20. September 1803 machte der Polizeidirektor Eisenberg dem ein Ende: „Der Unfug, der seit einiger Zeit durch Druckschriften wider und für die Juden und deren Verkündigungen durch die öffentlichen Blätter veranlaßt und getrieben worden, macht es nothwendig, hiermit auf Befehl eines hohen General-Ober-Finanz-Kriegs- und Domainen-Directoriums festzusetzen und bekannt zu machen: Daß zur Steuerung dieses Unfuges die ernsthaftesten Vorkehrungen getroffen sind. Besonders ist es verfügt worden, daß Schriften dieser Art nicht weiter die Zensur passieren, und keine Anzeigen von Schriften dieses Gegenstandes in die hiesigen Zeitungen und Intelligenz-Blätter aufgenommen werden dürfen, welches zur Nachricht und Achtung hiermit bekannt gegeben wird.“. Ein Verbot sämtlicher Schriften über die Juden ging Friedrich Wilhelm III. denn doch deutlich zu weit. Durch eine Verfügung vom 1. Oktober 1803 hob er diese Anordnung u. a. mit dem Hinweis auf die Pressefreiheit wieder auf.

### Literarische Tätigkeit
Viel berühmter und angesehener war Eisenberg durch seine Tätigkeit als Jurist und als Verfasser juristischer Schriften. Durch die Übersetzung des allgemeinen preußischen Landrechts ins Lateinische (Ius Borussico-Brandenburgicum commune), das für die östlichen Provinzen Preußen gedacht war, gewann er so großes Ansehen beim König, dass dieser ihm ein Gratialgut im südlichen Preußen bei Posen im Kreis Peisern verlieh. Dadurch geriet Eisenberg auf das „Schwarze Register“ des Hans von Held, der in seinem Buch die Günstlingswirtschaft und Verschwendung des Ministers Graf Karl Georg von Hoym anprangerte, der Güter unter Wert an Günstlinge verschenkt haben sollte. Hans von Held kam dafür in Festungshaft. Gefeiert wurde er von Karl August Varnhagen von Ense.
Mit Christian Ludwig Stengel veröffentlichte Eisenberg das 18-bändige Werk Beiträge zur Kenntniß der Justizverfassung und juristischen Literatur in den Preußischen Staaten zwischen 1795 und 1804. Viele der darin enthaltenen Beiträge stammen von Eisenberg. Ebenso war er Mitherausgeber der Annalen der Gesetzgebung und Rechtsgelehrsamkeit in den Preußischen Staaten Nicolai, Berlin. Eine große Zahl von Gutachten zu Gerichtsverfahren sind erhalten.
Eisenberg hinterließ eine umfangreiche Bibliothek, die im Januar 1805 versteigert wurde.
Ab 1792 war Eisenberg Ehrenmitglied der Königl. Deutschen Gesellschaft zu Königsberg in Preußen.

### Montagsklub
Ab 1792, damals noch Kammergerichtsrat, war Friedrich Philipp Eisenberg Mitglied des Montagsklubs, eines der ältesten geselligen Vereine in Berlin, der bis heute existiert. Gegründet 1748 von Johann George Schulthess, sah er sich als Stätte freier, heiterer Conversation und entwickelte sich im letzten Viertel des 18. Jahrhunderts zu einem Zentrum der Aufklärung, besonders gefördert durch die Mitglieder Gotthold Ephraim Lessing und Friedrich Nicolai. Man traf sich jeden Montag zur lockeren Diskussion, oft waren auch auswärtige Referenten geladen. Beim Jubiläumsfest des Klubs 1798 wurde in der Festrede noch einmal ausdrücklich darauf hingewiesen, dass dies eher ein lachender, denn ein gelehrter Klub sei. Auf jedes Mitglied wurde ein kurzes Gedicht verfasst, bei Eisenberg:
Der Ämter und Geschäfte schwere Last

entzieht dich deine Freunde fast;

Auch schreibst du Bücher noch dabei

Ihr seid zwar eurer zwei! -

Doch bitte ich dich, lass bloß den Stengel Bücher schreiben;

Damit du fernerhin kannst unser Schreiber bleiben.
In einer Anmerkung zu diesem Gedicht wird darauf hingewiesen, dass Eisenberg vor einigen Jahren das Sekretariat des Klubs übernommen habe, aber keine Zeit gefunden hat, dieses Amt zu verwalten.

### Mitglied der Johannis-Loge Zur Verschwiegenheit
Schon als Kammergerichtsrat wurde Friedrich Philipp Eisenberg Mitglied der Johannis Loge Zur Verschwiegenheit in Berlin, die 1774 gegründet worden war. Während seiner Zeit in Küstrin stand er in Verbindung mit der Deputationsloge zum Aufrichtigen Herzen in Küstrin, die am 7. Dezember 1782 gegründet worden war. Eisenberg erlebte sie in einem desolaten Zustand, den er nur zu verbessern glaubte, wenn die Loge von der Großen National Mutterloge zur Tochterloge erhoben würde. Dies geschah 1791 zur Loge Friedrich Wilhelm zum goldenen Zepter. Erneut war er 1788 bis 1796 Mitglied der Loge Zur Verschwiegenheit, 1791 der Mutterloge zu den Drei Weltkugeln, ab 1801 der Großen Loge, deren Ehrenmitglied er 1802 wurde.

### Hausnummerierung in Berlin
Relativ spät wurde auch in Berlin die Notwendigkeit einer Hausnummerierung erkannt, die in anderen Großstädten, wie Paris und Wien schon lange erfolgreich eingeführt worden waren. 1798 wurde in den Berlinischen Blättern ein Entwurf zum Numerieren der Häuser in Berlin vom Stadtpräsidenten Eisenberg veröffentlicht. Dieser erste Entwurf wurde vom König noch dahingehend abgeändert, dass nun die Nummern auf der einen Seite der Straße hochgezählt und dann, quasi U-förmig, auf der anderen Seite wieder zurück nummeriert wurden.

## Nachkommen
Friedrich Philipp Eisenberg heiratete am 2. August 1785 in Berlin Carolina Wilhelmina Bettführ. Die beiden hatten 5 überlebende Töchter.
1. Caroline Wilhelmine Eisenberg (* 11. Oktober 1786 in Küstrin, † 13. März 1838 in Berlin). Ihre Tochter Laura Leopoldine Marie Louise Eisenberg gen. Meinhard (* 19. November 1814) heiratete Johann Julius Wilhelm Spindler (* 8. April 1810, † 28. April 1873).
2. Dorothe Albertine Henriette Eisenberg (* 30. November 1787) heiratete am 22. Februar 1807 Hans Heinrich Arnd von Geist gen. Beeren (* 1767, † 16. Dezember 1812)[24]
3. Auguste Friederike Louise Eisenberg (* 16. Januar 1789 in Berlin)
4. Caroline Albertine Emilie Eisenberg (* 25. September 1790, † 25. Januar 1880 in Plötzensee)

Friedrich Philipp Eisenberg wird oft verwechselt mit Friedrich Johann Emanuel Eisenberg (* 21. Juli 1727 in Stendal, † 23. April 1802 in Berlin). Er war Gouverneur der königlichen Militärakademie in Berlin von 1766 bis zu seinem Tode 1802. Eine Verwandtschaft zu Friedrich Philipp Eisenberg ist nicht belegt, jedoch möglich, da er als Pate bei einer Tochter eingetragen ist.